# Te Matua Ngahere

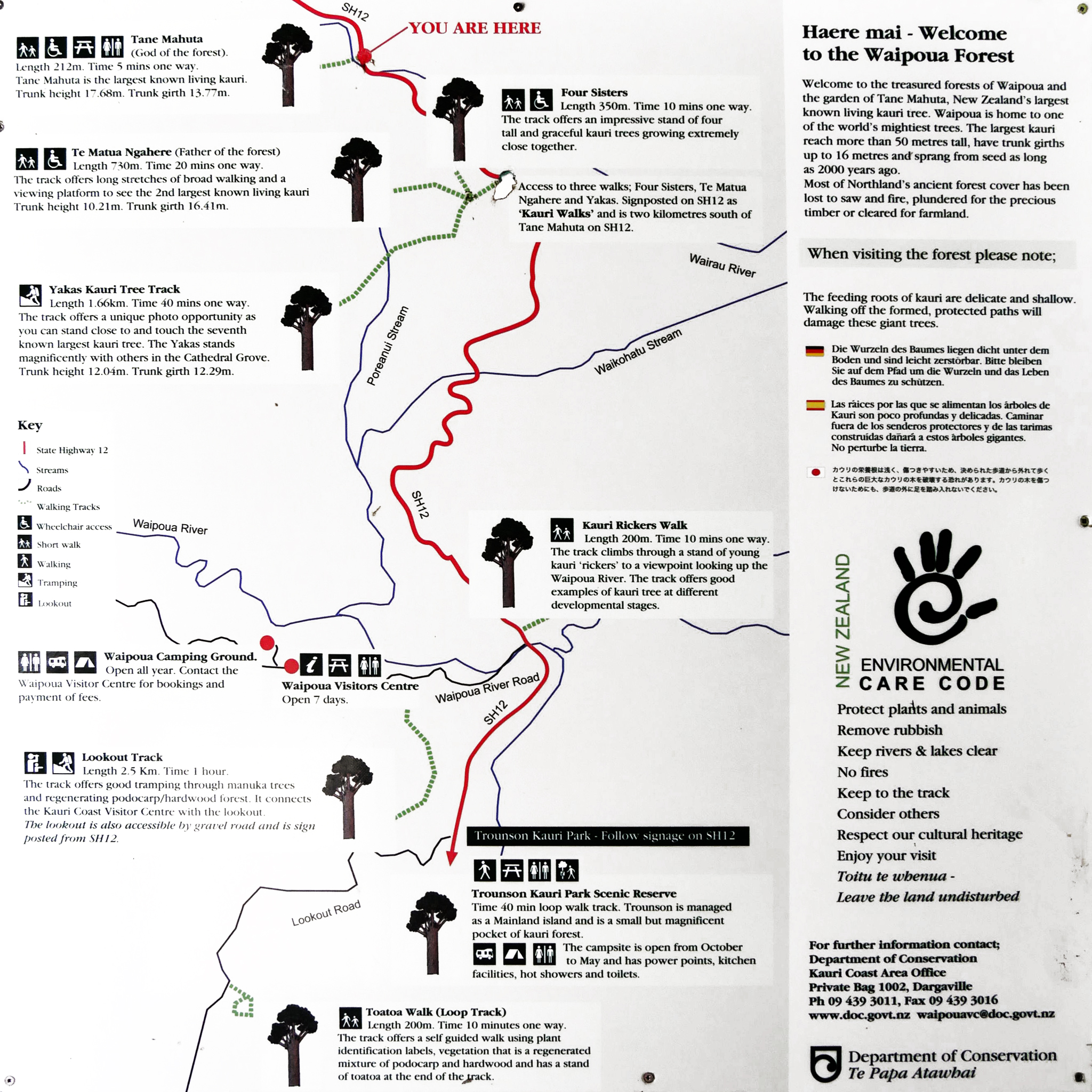
Informationstafel über die Kauri-Bäume des Waipoua Forest

Koordinaten: 35° 36′ 27,7″ S, 173° 31′ 42,3″ O
Te Matua Ngahere ist ein großer und alter Kauri-Baum im Far North District der Region Northland auf der Nordinsel von Neuseeland. Er ist der zweitgrößte Baum  des Landes.

## Namensbedeutung
In der Sprache der Māori bedeutet der Name des Baumes „Vater des Waldes“.

## Geographie
Der Baum befindet sich im Waipoua Forest, westlich eines Parkplatzes des New Zealand State Highway 12 und ist über einen 730 m langen und rund 20-minütigen Fußweg vom Parkplatz aus zu erreichen.

## Geschichte
Der Baum wurde 1928 von Nicholas Yakas während den Straßenbauarbeiten am New Zealand State Highway 12 entdeckt.

## Beschreibung
Der Baum, der auf ein Alter von etwa 2000 Jahre geschätzt wird, ist niedriger als der weniger als einen Kilometer nördlich befindliche Tāne Mahuta, hat aber mit 16,41 Metern den größten Stammumfang aller Bäume in Neuseeland. Sein Stamm ist 10,21 Meter hoch, seine Gesamthöhe betrug 29,9 Meter. Mit 208 m³ hat er nach dem Tane Mahuta das zweitgrößte Volumen aller Bäume in Neuseeland. Der Te Matua Ngahere gehört zu dem Überrest eines einst intakten Kauri-Waldes, der auf der Northland Peninsula existierte.
Der Baum erlitt 2007 beträchtlichen Schaden, als Winterstürme den in seiner Krone wachsenden Rata zusammen mit dem Leitast und anderen Ästen herunterriss. Man befürchtet, dass dies das Leben des Baumes um etwa 300 Jahre verkürzt. Auf dem Baum wachsen neben dem Rata fünfzig weitere Pflanzenarten.

## Tourismus
Der Te Matua Ngahere wird im Jahr von geschätzten 50.000 Besuchern besichtigt.

## Kauri-Schutz
Der Fußweg ist in der Nähe der Kauri-Bäume mit Holzlatten befestigt, sodass Besucher nicht mit ihrem Schuhwerk auf den mit dem Wurzelwerk durchsetzten Waldboden der Bäume treten. Vor dem Besuch des Waldes werden die Touristen zur Reinigung und Desinfektion ihrer Schuhsohlen aufgefordert. Die Gefahr, dass das Wurzelwerk der Bäume an einem Pilz der Phytophthora agathidicida genannt wird, erkranken ist groß, da die Sporangium des Pilzes über Kontakt mit einem verseuchten Waldboden in andere Regionen der Wälder übertragen werden können. Die Folgen einer Erkrankung des Kauri, die in Neuseeland als „Kauri Dieback“ (Kauri-Absterben) bekannt ist, sind verheerend. Das Wurzelwerk des Baumes stirbt ab und mit ihm der Baum. Es gibt keine Gegenmittel, um einen erkrankten Baum zu heilen. Aus diesem Grund fordert das Department of Conservation in Neuseeland die Waldbesucher zur Desinfektion ihres Schuhwerks auf und warnt die Besucher davor die präparierten Wege zu verlassen.

## Fotogalerie

Te Matua Ngahere
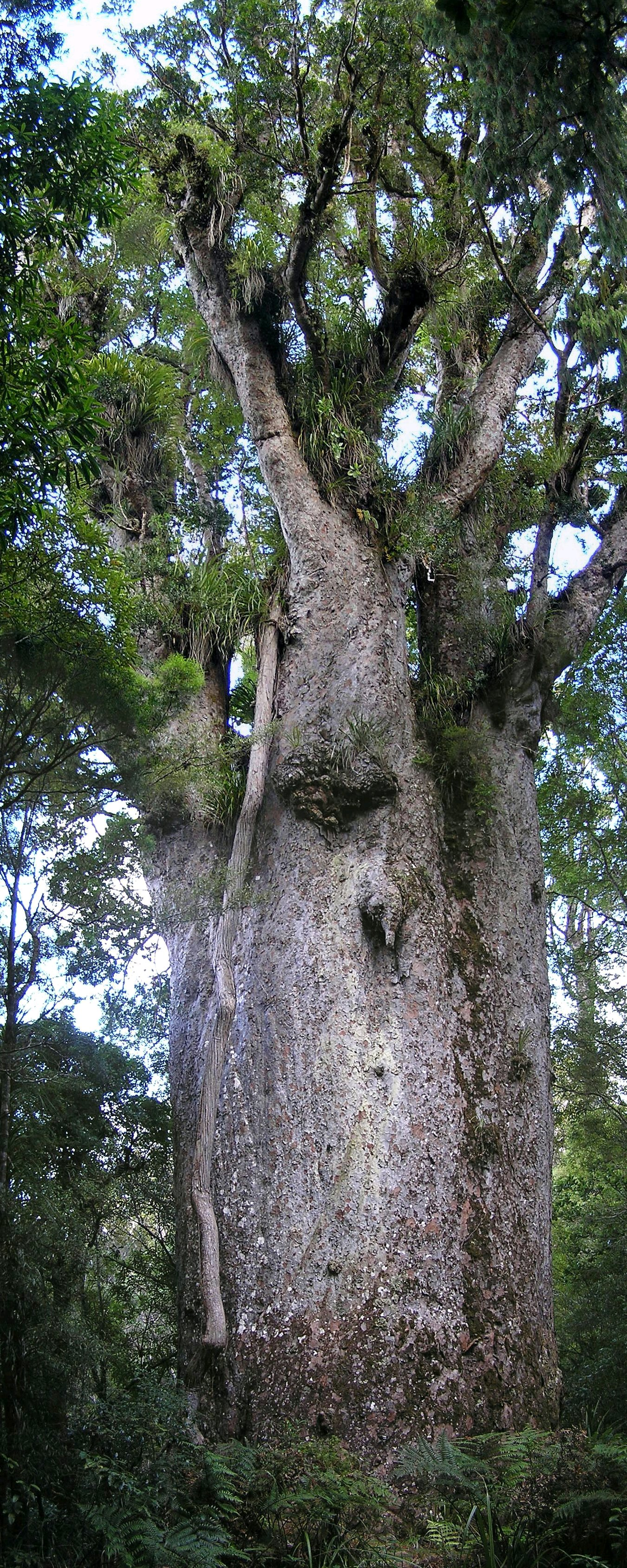
Foto aus dem Jahr 2005
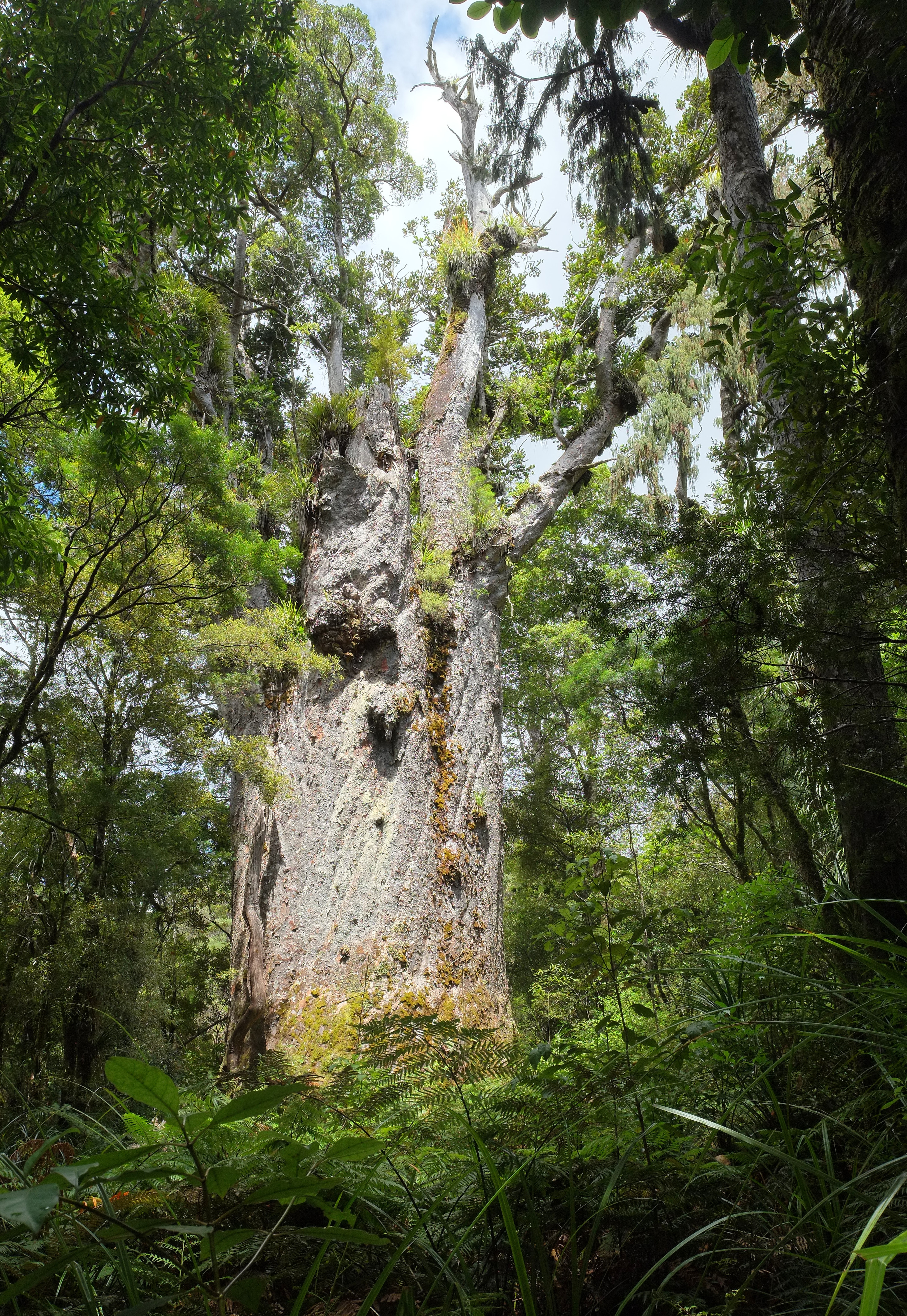
Foto aus dem Jahr 2018
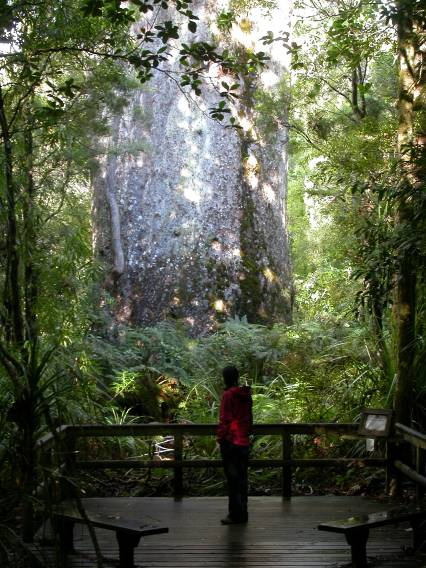
Stamm des Baumes im Vergleich mit einem Menschen
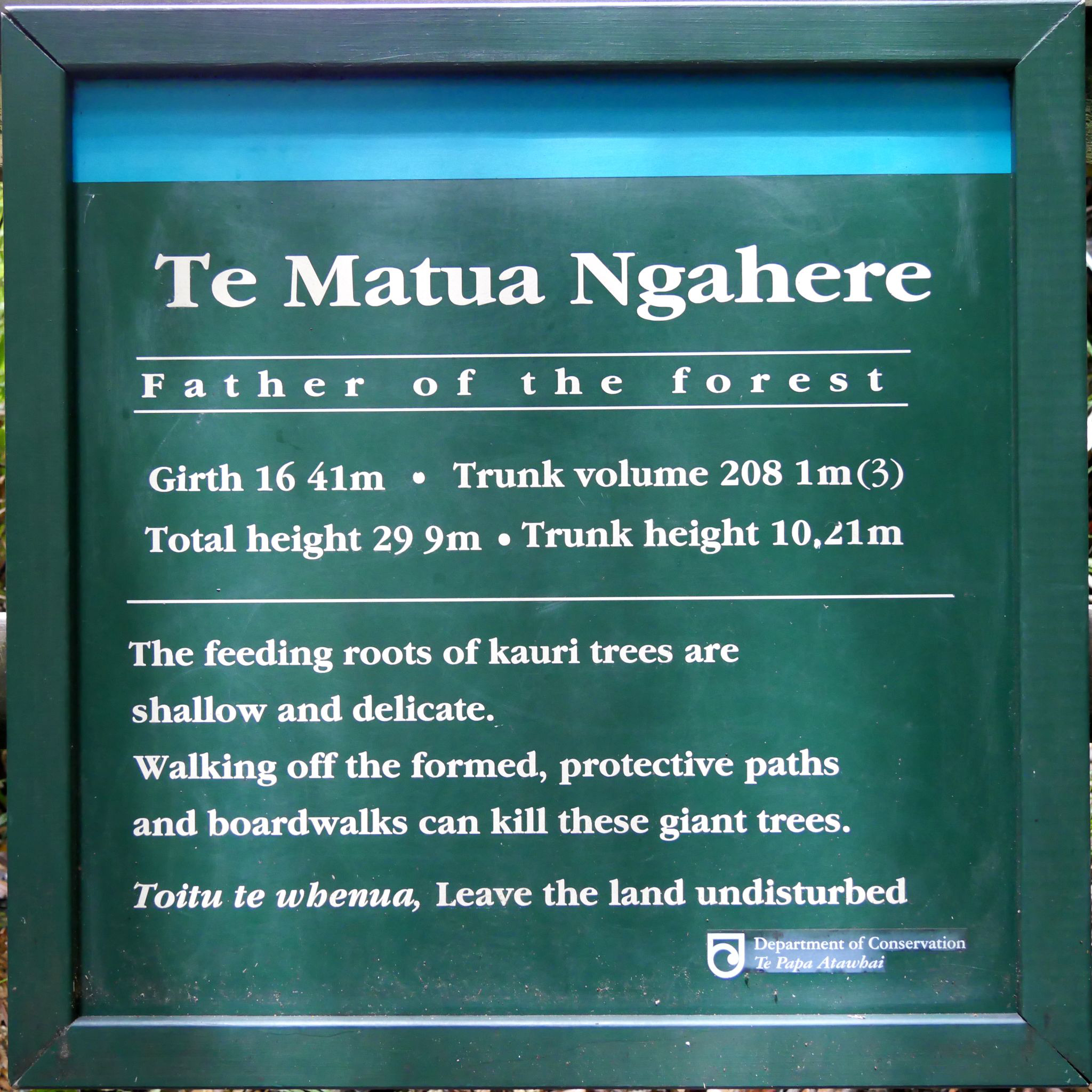
Informationstafel vor dem Baum